# ذنبية بهية
ذَنَبِيَّة بَهِيَّة أو ذَنَبَان بَهِيَّ من جنس الذنبية في الفصيلة البروفية.